# Bruno Massé
Bruno Massé, né en 1982 dans les Laurentides, est un géographe, écrivain,, chercheur, éditeur, activiste social et écologiste québécois.

## Biographie
Titulaire d'un baccalauréat et d'une maîtrise en géographie sociale de l'Université du Québec à Montréal, Bruno Massé détient également des diplômes en technologie forestière, pédagogie et administration publique.
Il a commencé sa carrière dans la promotion et l'organisation de projets d'agriculture urbaine,. Au titre de coordonnateur général du Réseau Québécois des groupes écologistes, il critique le Plan Nord à plusieurs reprises pour ses conséquences désastreuses sur l'environnement, la société et l'économie du Québec,,,,. Il s'oppose également à la réfection de la centrale nucléaire Gentilly-2, et dénonce le sous-financement des groupes écologistes communautaires du Québec,.
Lorsque le gouvernement conservateur du Canada inclut les environnementalistes à la liste des menaces domestiques potentielles dans une stratégie de lutte au terrorisme publiée en février 2012, Massé critique ce qu'il perçoit comme une criminalisation du mouvement écologiste. Dans un article intitulé Qui a peur des écolos?, il écrit : « Aujourd’hui, les conservateurs peuvent criminaliser les gens qui se battent pour de l’eau potable et un monde vivant, comme on chassait les sorcières au Moyen Âge. Mais demain, ceux qui profitent de la destruction de la nature pourraient très bien être reconnu comme les vrais criminels ».
Il a été un des administrateurs du Réseau québécois de l'action communautaire autonome.
Il a été blogueur au Huffington Post Quebec de 2013 à 2017, puis a enseigné aux cégeps Marie-Victorin et Édouard Montpetit et mené des recherches pour le Conseil de la Nation Atikamekw.

## Art engagé
Il est l'auteur de plusieurs romans, et recueils de poésie ainsi que cinq pièces de théâtre, quatre desquelles ont été représentées au Festival international de théâtre anarchiste de Montréal,,,,. Il a été cofondateur et membre actif de plusieurs collectifs tels le Comité de la fin du monde, La Forêt Noire, Liberterre, le Anarchist Writers' Bloc et les Anarchistes anonymes et a contribué au magazine Subversify,,,.
Ses couvertures de livre montrent souvent les photographies de Candace « Candylust » Barbieri, qui est associée à Vampirefreaks.com.

### NecropolisetThe Malice Cycle
En 2009, Bruno Massé annonçait une nouvelle trilogie anglophone intitulée The Malice Cycle, un mélange de fiction post-apocalyptique et noir. Le premier tôme, Necropolis, est publié en 2012. En entrevue dans Subversify Magazine, Massé affirme avoir écrit ce livre pour questionner les fondements de la société industrielle sans proposer de modèle alternatif. Il ajoute : « ultimement, je veux que les gens pensent par eux-mêmes, et je crois que c'est précisément comme ça que la société peut s'améliorer - à savoir si c'est possible. »
Selon Joseph Vargo de Nox Arcana, « Necropolis est une œuvre néo-gothique qui repousse les frontières de la dark fantasy pour contester les mauvaises conceptualisations de la société conventionnelle ».
L'auteur John Zerzan applaudie le roman, affirmant qu'il « ne pourrait pas arriver à un meilleur moment ».
En 2014, Massé met The Malice Cycle sur hiatus pour se concentrer sur sa carrière francophone en prétextant que « seule une poignée d'auteurs réussissent à être reconnus en écrivant dans plusieurs langues à la fois et je ne suis pas un de ceux-là. »

### Série des Carpates
Entre 2012 et 2014, Massé publie trois romans de littérature érotique et une nouvelle qu'il désigne informellement comme « série des Carpates ». Les romans s'inspirent de légendes roumaines (dont les strigoi) et pastichent plusieurs films d'horreur des années 1930. Les romans sont lancés dans différents bars de Montréal accompagnés de numéros théâtraux et burlesques.
Massé exprime une démarche pro-féministe et critique vertement le phénomène Cinquante nuances de grey. En 2013, il organise la première conférence sur la littérature érotique au Québec. La conférence Littérature érotique au Québec - Scandale, imaginaire et sensualité rassemble les auteures Lori Saint-Martin, Sylvie Ouellette, Marie Gray et Élise Bourque pour discuter du genre dans le "contexte social, politique et culturel actuel".

#### Valacchia
En 2012, Guy Saint-Jean éditeur, publie Valacchia, une « histoire sensuelle, surnaturelle et charnelle, mise en situation dans le monde légendaire des vampires et autres créatures de la forêt de la Transylvanie ».
Le livre est reçu favorablement par la critique. Le Libraire le décrit comme un « roman érotique à saveur gothique, écrit avec doigté et sens du rythme ». Selon Culture Hebdo, « Si Mallarmé avait vécu suffisamment pour prendre connaissance de cet ouvrage sulfureux, il n’aurait certainement pas dit que la chair est triste ».
Dans un court article à ce sujet, Massé commente ce genre littéraire en précisant qu'une « rupture est toujours en cours avec les représentations traditionnelles, au fur et à mesure que les gens délaissent les schèmes malsains de la domination et du contrôle d’autrui ». Il ajoute que son écriture « célèbre le chaos de l’imaginaire et le résultat constitue une série de rêves sur papier, et, consciemment, rien de plus, pour tout ce que ça a de beau, et, malheureusement, de surréel ».

#### Le jardin des rêves
Une suite à Valacchia, intitulée Le jardin des rêves, parait en janvier 2013. Sur sa page Facebook, Massé décrit le roman : « Alors que Valacchia se voulait un hommage aux films d'épouvante des années 1930, empruntant largement à la sous-culture gothique, Le jardin des rêves se veut un voyage dans le monde des contes de fée, retraçant les légendes merveilleuses du folklore roumain avec un soupçon d'horreur... et d'humour! »
Sonia Alain de LaMétropole.com offre une critique favorable au roman : «  [ce roman] qui se veut un mélange de légendes de l’Europe de l’Est ainsi que d’érotisme se démarque par son originalité ».
Dans sa revue de l'année 2013, Le Libraire présente Le jardin des rêves comme « Le plus érotique des romans » et offre une critique favorable : « Soulignons le travail du styliste Bruno Massé qui empourprera ses lecteurs grâce à ses fines descriptions d’univers feutrés, de créatures fantastiques et de voluptés habilement détaillées. Ici, le mot littérature érotique prend vraiment tout son sens ».

#### Strigoiacă
À l'automne 2013, Massé publie Strigoiacă, un conte érotique sous licence Creative Commons. Quoiqu'il s'agisse d'un livre numérique, une édition papier « extra ténébreuse » est tirée à treize exemplaires.
La nouvelle est décrite comme une « introduction au monde envoûtant d’un auteur acclamé par la critique » avec une démarche pro-féministe. Massé l'annonce comme « quelque chose à vous mettre sous la dent en attendant une pièce plus substantielle » et le définit comme l'anti-Cinquante nuances de Grey. Comme pour Valacchia, la couverture est signée par Candylust simultanément en tant que photographe et modèle.
Une semaine après son lancement, Strigoiacă figure au top-10 de sa catégorie sur Amazon.ca.

#### Le cirque diabolique
Bruno Massé s'allie à Sabotart Édition pour publier la conclusion de la série des Carpates, Le cirque diabolique, cette fois-ci illustré par la photographe Chelsea Knight. Quoique le roman attire moins d'attention médiatique, Hélène Arsenault du journal Le Sans papier de la TELUQ offre une critique favorable: « Bien qu’au départ, on nage en plein cliché, et c’est voulu (une vampire toute de noir corsetée en Transylvanie…), l’humour et l’érotisme omniprésents contribuent à l’originalité et aux rebondissements propres à cet univers chargé de sensualité que l’auteur décrit admirablement ». Culture-Hebdo souligne un « beaucoup d’imagination chez ce romancier qui n’a pas épuisé le genre érotique ».

### M9A. Il ne reste plus que les monstres
En 2013, Massé annonce qu'il travaille sur un roman cyberpunk inspiré en partie des événements du Printemps 2012. Il publie une première nouvelle, M9A: Le coup de l'arcologie, qui raconte le sabotage d'une arcologie futuriste au cœur de Montréal par des nihilistes munis d'implants cybernétiques.
Le roman M9A. Il ne reste plus que les monstres est publié en 2015 aux éditions Sabotart. Il dépeint un Québec aux environs de 2050 « à deux doigts de l’effondrement de la civilisation: les régions sont dilapidées en terres désertes et contaminées, la métropole n’est plus qu’un grand ghetto cernant la forteresse d’une poignée de riches psychopathes, la police paramilitaire fait feu sur quiconque menace les corporations et la famine, la maladie et la violence font partie du quotidien des québécois-es ».
M9A. Il ne reste plus que les monstres est finaliste 2016 du prix Jacques-Brossard de la science-fiction et du fantastique.
En 2022, une campagne de socio-financement vise à adapter le roman en livre audio. Le livre audio est publié en 2023 avec une licence Creative Commons.

### Creuse ton trou
En 2015, Bruno Massé annonce un nouveau projet de roman intitulé LOBBY: Creuse ton trou, avec pour objectif de « parler des atrocités de l’industrie minière, des lobbies et la vente aux enchères du Québec, aussi une certaine célébration de la nordicité, les villages-creux-profond-perdus-que-tout-le-monde-s’en-crisse, cette idée qu’on peut se réconcilier avec la vie même dans ce monde d’injustice, de psychopathes et de hipsters ».
Lors d'une réforme de la loi sur la transparence et l'éthique en matière de lobbyisme, il dénonce les effets pervers du lobbyisme dans le secteur des ressources naturelles,.
Le roman est publié sous le nom de Creuse ton trou aux éditions Québec Amérique en août 2017. Josée Boileau du Journal de Montréal commente : « Peut-on, sans faire la morale ni nous assener de leçons, donner à voir les ravages causés par la prospection minière dans les régions du Québec ? Assurément, démontre avec brio le dernier roman de Bruno Massé, qui fourmille de scènes amusantes, déconcertantes. Et subtilement riches d’enseignements ».

### BUZZKILL
BUZZKILL est publié en 2019 aux éditions Québec Amérique. Le roman est décrit comme une « comédie noire, campée dans un monde pré-apocalyptique » où trois milléniaux égocentriques évoluent à travers les crises sociales et environnementales avec une indifférence marquée. Massé s'est intéressé au concept d'hyperréalité de Jean Baudrillard pour critiquer l'effet des médiations technologiques. La couverture est rose-dorée et comprend une description ironique: "Profitez de ce livre et de son chic fini rose doré pour agrémenter vos selfies au club, à la plage ou devant la fonte d’un glacier. Surtout, n’oubliez pas de sourire! On peut même feuilleter quelques pages entre deux séries télé pendant qu’autour le monde s’écroule".
BUZZKILL fait partie des 10 lectures de l'année 2019 selon Le Soleil.

## Recherche sur le mouvement environnemental québécois
Massé est aussi connu pour ses recherches sur le mouvement environnemental au Québec,,,.
Il a mené une étude de référence sur l'écologie radicale au Québec entre 2001 et 2007, puis a coordonné l'étude de Philippe Saint-Hilaire-Gravel 30 ans au RQGE: une histoire dissidente du mouvement écologiste au Québec, de 1982 à 2012. En 2017, il a co-rédigé le Portrait des groupes écologistes communautaires du Québec.
En 2020, il publie l'essai La lutte pour le territoire québécois: entre extractivisme et écocitoyenneté qui fait l'analyse du mouvement environnemental et écocitoyen québécois.

## Œuvres
- La lutte pour le territoire québécois: entre extractivisme et écocitoyenneté (2020), Éditions XYZ  (ISBN 978-2-8977-2227-2)
- BUZZKILL (2019) Québec Amérique  (ISBN 978-2-7644-3819-0)
- Creuse ton trou (2017) Québec Amérique  (ISBN 978-2-7644-3401-7)
- Portrait des groupes écologistes communautaires du Québec (2017), RQGE  (ISBN 978-2-9807400-5-3)
- M9A. Il ne reste plus que les monstres (2015) Éditions Sabotart  (ISBN 978-2-924425-02-2)
- Le Cirque Diabolique (2014) Bruno Massé Éditions  (ISBN 978-2-9814542-0-1)
- Strigoiacă (2013) Bruno Massé Éditions
- Le jardin des rêves (2013) Guy Saint-Jean éditeur  (ISBN 978-2-894-55625-2)
- Necropolis (2012)  (ISBN 978-1-300-13929-4)
- The Police Pimp (2012) dans Subversions vol.2, Anarchist Writer's Bloc, Montréal, pp. 103–114  (ISBN 978-2-9805763-3-1)
- Valacchia (2012) Guy Saint-Jean éditeur  (ISBN 978-2-894-55383-1)
- Bunkertor Null: Charlie's Last Day on the Job (2011) dans Subversions, Anarchist Writer's Bloc, Montréal, pp. 72–79  (ISBN 978-2-980-57632-4)
- Écologie radicale au Québec: pratiques et représentations des groupes écologistes radicaux au Québec, de 2001 à 2007 (2008, réédité 2011)  (ISBN 978-0-557-05621-7)
- La Quatrième Dimension ou les quarante impératifs de la révolution (2008)  (ISBN 978-0-557-05440-4) (épuisé)
- The Noxious and the Daemon Flower (2007, réédité en 2011)  (ISBN 978-0-557-04527-3)
- Darkling One (2007, réécrit en 2009, réédité en 2011)  (ISBN 978-0-557-05526-5)
- L'Aube Noire (2005, réédité en 2011)  (ISBN 978-0-557-05606-4)

## Discographie
- 5 Songs To Die For EP, Anubix Ex Mortis (2011)

## Notices
- Notices d'autorité :   - VIAF
  - ISNI
  - LCCN
  - WorldCat
- Centre International de Recherches sur l'Anarchisme (Lausanne) : notice bibliographique.